# Eoghan Rua Ó Néill

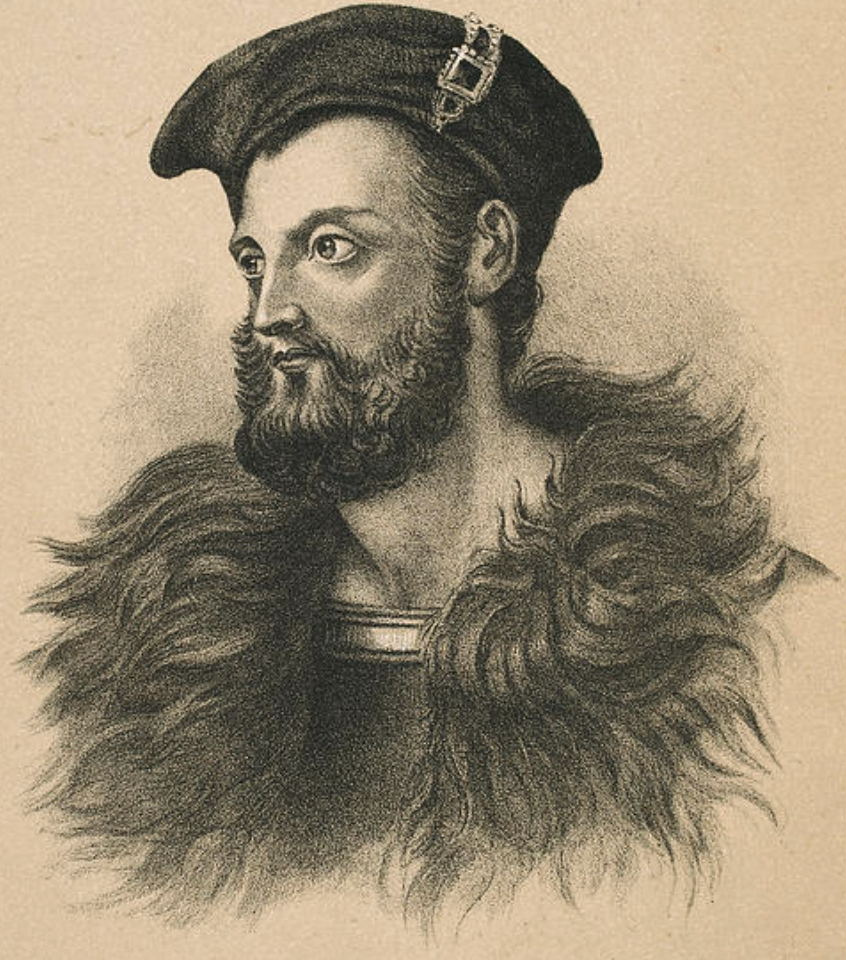
Eoghan Rua Ó Néill

Eoghan Rua Ó Néill [oːn̪ ɾuːə oː neːl] (ältere irische Orthographie Eoghan Ruadh Ó Néill, anglisiert Owen Roe O’Neill, spanisch Don Eugenio O’Neill; * 1590; † 6. November 1649) war ein irischer Heerführer des 17. Jahrhunderts und eines der berühmtesten Mitglieder der Dynastie der Uí Néill in Ulster.

## Geburt
Ó Néill war der Sohn von Art Mac an Bharúin Ó Néill, einem jüngeren Bruder von Aodh Mór Ó Néill, 2. Earl of Tyrone (dem Großen Ó Néill), welcher Land im County Armagh besaß. Eoghan Ruas Mutter war die Tochter von Aodh Conallach Ó Raghallaigh, dem König von Bréifne Ó Raghallaigh im heutigen County Cavan.

## In spanischen Diensten
Im Jahr 1607 gehörte Eoghan Rua zu den 99 irischen Adligen, die nach der irischen Niederlage im Neunjährigen Krieg bei der  Flucht der Grafen das Land verließen. Er wuchs in den Spanischen Niederlanden auf, wurde im Franziskanerkloster in Löwen erzogen und diente 40 Jahre im Irischen Regiment der spanischen Armee. Er kämpfte im Achtzigjährigen Krieg in Flandern gegen die Vereinigten Niederlande; bei der Belagerung von Arras befehligte er die spanische Garnison. Er zeichnet sich auch im Französisch-Spanischen Krieg aus, als er mit 2.000 Mann 48 Stunden lang einer Übermacht von 35.000 französischen Soldaten standhielt.
Ó Néill war, wie viele irische Offiziere in spanischen Diensten, ein erbitterter Gegner der englisch-protestantischen Herrschaft in Irland. 1627 beteiligte er sich an einer Petition, die den spanischen Monarchen bat, mit Hilfe der Irisch-Spanischen Regimenter eine Invasion Irlands zu unternehmen. Ó Néill schlug vor, dass Irland eine Republik unter spanischem Schutz werden sollte, um Kämpfe unter irisch-katholischen Adeligen um die Krone Irlands zu vermeiden. Diese Petition blieb jedoch erfolglos. Erst die Irische Rebellion von 1641 veranlasste Ó Néill, 1642 mit 300 Veteranen nach Irland zurückzukehren, um den Aufständischen zu Hilfe zu kommen.

## Rückkehr nach Irland

Die Grüne Harfenflagge, ein Symbol der irischen Nation spätestens seit der Konföderation Irland von 1642, verwendet von Ó Néills Streitkräften.

Die anschließenden Irischen Konföderationskriege waren ein Teil der Kriege der Drei Königreiche, ineinander verflochtenen Konflikten in England, Irland und Schottland zwischen 1639 und 1651. Wegen seiner militärischen Erfahrung wurde Ó Néill bei seiner Landung in Irland bei Caisleán na dTuath (Castledoe) in Donegal Ende Juli 1642 als Anführer der Uí Néill und Oberhaupt der Ulster-Iren anerkannt. Feidhlim Rua Ó Néill (Felim O’Neill) gab das nördliche Kommando der Rebellion an Eoghan Rua ab und eskortierte ihn vom Lough Swilly nach Charlemont im County Armagh.
In der Folge kam es zu Differenzen zwischen Ó Néill und der im Oktober 1642 in Kilkenny gebildeten Konföderation Irland. Ó Néill gab vor, im Interesse König Karls I. zu handeln; sein wirkliches Ziel war aber die vollständige Unabhängigkeit Irlands als katholisches Land, während die in der Konföderation vereinigten anglonormannischen Katholiken lediglich religiöse Freiheit und eine irische Staatsverfassung unter der Krone von England anstrebten. Zudem wollte Ó Néill die Ulster Plantation rückgängig machen und den angestammten Landbesitz der Uí Néill zurückgewinnen. Auch war er unzufrieden, weil die militärischen Ressourcen der Konföderation überwiegend an die von Thomas Preston geführte Leinster-Armee gingen. Preston war ebenfalls ein Spanien-Veteran, aber er und Ó Néill mochten persönlich einander überhaupt nicht.
Im April 1642 war eine Armee von schottischen Covenanters in Irland gelandet, die den Iren zahlenmäßig überlegen war. Obwohl Eoghan Rua Ó Néill ein kompetenter General war, wurde er von ihnen bei Clones geschlagen und musste das zentrale Ulster aufgeben. Tausende von Flüchtlingen folgten ihm, um der Vergeltung durch die schottischen Truppen für Grausamkeiten gegen Protestanten während der Rebellion zu entgehen. Für Ó Néill erschien die Verwüstung Ulsters „nicht nur wie eine Wüste, sondern wie die Hölle, falls die Hölle auf Erden existieren könne“. Von 1642 bis 1646 bestand in Ulster eine Pattsituation, welche Ó Néill nutzte, um seine Ulster-Armee zu trainieren und zu disziplinieren. Dennoch erlangte die schlecht versorgte Truppe einen schlechten Ruf durch Plünderungen und Raubzüge rund um ihre Quartiere im nördlichen Leinster und südlichen Ulster, auch gegenüber freundlich gesinnten Zivilisten. Ó Néill tat sein Bestes, um die Tötung protestantischer Zivilisten zu verhindern, und erwarb sich dadurch die Dankbarkeit vieler protestantischer Siedler. 
1646 griff Ó Néill mit einer Anzahl Gallowglass-Kämpfern und ausgerüstet durch den Apostolischen Nuntius Giovanni Battista Rinuccini die Covenanters-Armee unter Generalmajor Robert Monro an und besiegte sie am 5. Juni 1646 in der Schlacht von Benburb am Fluss Blackwater (Cluain-Dabhail) im County Armagh. Hier wurden bis zu 3000 Schotten getötet oder gefangen genommen. Da Ó Néill danach durch Rinuccini in den Süden gerufen wurde, gelang es ihm aber nicht, einen Vorteil aus seinem Sieg zu ziehen; er erlaubte Monro, unbehelligt in Carrickfergus zu bleiben.

## Querelen und Ernüchterung
Im März 1646 wurde ein Vertrag zwischen dem Herzog von Ormonde und Vertretern der Katholiken geschlossen, der die Katholiken verpflichtet hätte, Truppen zu stellen, um die royalistische Seite im Englischen Bürgerkrieg zu unterstützen. Dieser Vertrag wurde jedoch von einer Mehrheit der irischen Militärführer und des katholischen Klerus abgelehnt, einschließlich des Nuntius Rinuccini. Ó Néill und seine Ulster-Armee versuchten gemeinsam mit Thomas Prestons Leinster-Armee das von Ormonde gehaltene Dublin einzunehmen, scheiterten jedoch.
Im folgenden Jahr erlitten die irischen Konföderierten in den Schlachten von Dungan’s Hill (Cnoc Dhongan) und Knocknanuss (Cnoc na nOs) schwere militärische Niederlagen gegen die Streitkräfte des Parlaments. Das führte zu einer Mäßigung ihrer Forderungen und zu einem neuen Friedensabkommen mit den Royalisten unter Ormonde. Dieses Mal war Ó Néill der Einzige unter den irischen Generälen, der das Friedensabkommen ablehnte und sich weigerte, der katholisch-royalistischen Koalition beizutreten. 1648 kämpfte seine Ulster-Armee gegen andere irisch-katholische Armeen. Er versuchte eine Annäherung an General George Monck, der die Parlamentstruppen im Norden kommandierte, um Nachschub für seine Truppen zu erhalten. Er versuchte sogar, einen Separatvertrag mit dem englischen Parlament gegen die Royalisten in Irland zu schließen. Als es ihm nicht gelang, dafür annehmbare Bedingungen zu erhalten, fand er sich, insbesondere nach der Abreise des apostolischen Nuntius im Februar 1649, in einer isolierten Lage und kehrte zu Ormonde und den katholischen Konföderierten zurück, mit welchen er noch ernsthafter kooperierte, nachdem Oliver Cromwell im August 1649 in Irland gelandet war, was die katholische Partei in ernsthafte Gefahr brachte.

## Tod und Vermächtnis

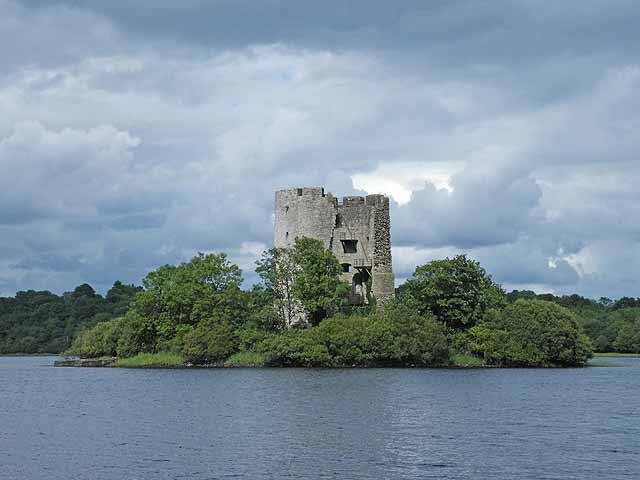
Cloch Locha Uachtair, Sterbeort Ó Néills

Noch bevor die Allianz mit Ormonde Wirkung zeigen konnte, starb Eoghan Rua Ó Néill am 6. November 1649 auf der Festung Cloughoughter (Cloch Locha Uachtair) auf einer Insel im Lough Oughter (Loch Uachtair) im County Cavan. Seine Todesursache ist umstritten; es wird behauptet, dass er von einem Priester vergiftet worden sei, aber auch, dass er an den Folgen einer früheren Verwundung gestorben sei. Im Schutze der Nacht soll seine Leiche zur Franziskanerabtei in Cavan gebracht worden sein, um dort beerdigt zu werden. Die lokale Tradition behauptet jedoch, dass er in der Abtei auf Trinity Island (Oileán na Trionóide) im Lough Oughter beigesetzt sei, was auch angesichts der damaligen logistischen Möglichkeiten wahrscheinlicher erscheint.
Sein Tod war ein schwerer Schlag für die Iren von Ulster und wurde so lange wie möglich geheim gehalten. Die katholischen Adeligen trafen sich im März 1650 in Ulster, um einen Nachfolger Ó Néills als Kommandeur zu bestellen. Ihre Wahl fiel auf den Bischof von Clogher, Éimhear Mac Mathúna (Heber MacMahon), einen engen Vertrauten Ó Néills und Hauptorganisator des Treffens des katholischen Klerus in Clonmacnoise zur Unterstützung der Konföderation. Die Ulster-Armee konnte in der Folge die Rückeroberung Irlands durch Cromwell trotz der erfolgreichen  Verteidigung von Clonmel durch Eoghan Ruas Neffen Aodh Dubh Ó Néill nicht verhindern. Sie wurde in der Schlacht von Scarrifholis in Donegal 1650 vernichtend geschlagen; Mac Mathúna geriet in Gefangenschaft und wurde hingerichtet. Die verbliebenen Kämpfer setzten den Krieg als Guerilla-Krieg fort; sie kapitulierten schließlich 1653 bei Cloughoughter. Die meisten Überlebenden gingen nach Spanien und traten in die spanische Armee ein.

## Gedenken
Der irische Komponist Toirdhealbhach Ó Cearbhalláin (1670–1738) schrieb die Komposition Cumha Eoghain Ruaidh Uí Néill (Klagelied für Eoghan Rua Ó Néill).
Im 19. Jahrhundert wurde Ó Néill von der revolutionären nationalistischen Bewegung Junges Irland gefeiert, die ihn als irischen Patrioten sah. Thomas Davis schrieb ein berühmtes Lied über Ó Néill, „The Lament for Owen Roe“, das durch die Zeitung der Bewegung, The Nation, populär gemacht wurde.
Nach Ó Néill sind zahlreiche Clubs der Gaelic Athletic Association benannt, u. a. Eoghan Ruadh Middletown, County Armagh, CLG Eoghan Rua, Coleraine, St Oliver Plunketts/Eoghan Ruadh GAA, Dublin, Brackaville Owen Roes GFC, Owen Roe O’Neill’s GAC, Leckpatrick, Tyrone, Dungannon Eoghan Ruadh Hurling Club und Benburb Eoghan Ruadh GAC.

## Ehe und Kinder
Ó Néill heiratete 1613 Rós Ní Dhochartaigh (Rosa O’Dogherty 1588–1660) aus Inishowen (Inis Eoghain), die Witwe von Cathbharr Ó Domhnaill († 1608), dem jüngeren Bruder von Aodh Rua Ó Domhnaill. Sie hatten einen Sohn, Éinrí Rua Ó Néill (Henry Roe O’Neill), der in der Schlacht von Scarrifholis 1650 fiel. Rós Ní Dhochartaigh starb 1660 in Brüssel.